# Harley Bertholdsen
Harley Bertholdsen (Klaksvík, 10 marzo 1969) è un ex calciatore faroese, di ruolo centrocampista.

## Carriera

### Club
Durante la sua carriera, durata dal 1991 al 2008 ha giocato solo con il KI Klaksvík, squadra della sua città natale.

### Nazionale
Conta 5 presenze con la nazionale faroese.